# Oihane Valdezate
Oihane Valdezate Cabornero (Trapagaran, 10 aprile 2000) è una calciatrice spagnola di origini basche, difensore della Roma.

## Carriera

### Club
Valdezate ha iniziato la sua carriera a 6 anni, entrando nelle squadre giovanili del Pauldarrak, nella cittadina di Barakaldo, a pochi chilometri dalla sua casa natale, venendo aggregata, nella stagione 2015-2016, alla prima squadra che disputa il gruppo II del campionato di Segunda División.
Viene notata dagli osservatori dell'Athletic Bilbao e a soli 16 anni entra a far parte del Club B. Inizialmente il suo ruolo è quello di attaccante. Progressivamente nel corso degli anni viene impiegata prima come attaccante laterale, per poi passare al ruolo di centrocampista, ed infine a quello di difensore centrale. Con la prima squadra fa il suo esordio nella Liga il 13 aprile 2019 nella vittoriosa partita in casa dell'Albacete, subentrando ad 8 minuti dal termine della sfida vinta per 0-1.
Nell'aprile 2020, firma il prolungamento del suo contratto con l'Athletic Bilbao, fino al 2023. .
Valdezate ha lasciato l'Athletic nel 2023 alla scadenza del suo contratto, trasferendosi in Italia per unirsi alle campionesse in carica della Roma di Serie A, firmando un contratto triennale. Il suo esordio nel nuovo campionato avviene il 30 settembre 2023, alla 2ª giornata, quando viene schierata titolare nella partita casalinga vinta dalle giallorosse sul Como per 4-1.

### Nazionale
Pochi giorni prima del suo diciottesimo compleanno, il 5 aprile 2018 fa il suo esordio con la nazionale spagnola Under-19 nella gara contro le pari età dell'Irlanda.
Nel 2023 arriva anche la chiamata in Under-23 da parte del tecnico federale Laura del Río, disputando una serie di amichevoli ed andando in rete con la maglia della sua nazionale im occasione della vittoria per 3-0 sul Portogallo.

## Statistiche

### Presenze e reti nei club
Statistiche aggiornate al 27 maggio 2024.
| Stagione               | Squadra                | Campionato      | Campionato | Campionato | Coppe nazionali | Coppe nazionali | Coppe nazionali | Coppe continentali | Coppe continentali | Coppe continentali | Altre coppe | Altre coppe | Altre coppe | Totale | Totale | Totale |
| Stagione               | Squadra                | Comp            | Pres       | Reti       | Comp            | Pres            | Reti            | Comp               | Pres               | Reti               | Comp        | Pres        | Reti        | Pres   | Reti   |        |
| ---------------------- | ---------------------- | --------------- | ---------- | ---------- | --------------- | --------------- | --------------- | ------------------ | ------------------ | ------------------ | ----------- | ----------- | ----------- | ------ | ------ | ------ |
| 2016-2019              | Athletic Bilbao B      | SD              | 73         | 13         |                 | -               | -               |                    | -                  | -                  |             | -           | -           | 73     | 13     |        |
| 2018-2019              | Athletic Bilbao        | PD              | 2          | 0          | CR              | -               | -               |                    | -                  | -                  |             | -           | -           | 2      | 0      |        |
| 2019-2020              | Athletic Bilbao        | PD              | 19         | 1          | CR              | -               | -               |                    | -                  | -                  |             | -           | -           | 19     | 1      |        |
| 2020-2021              | Athletic Bilbao        | PD              | 35         | 2          | CR              | -               | -               | -                  | -                  | -                  | -           | -           | -           | 35     | 2      |        |
| 2021-2022              | Athletic Bilbao        | PD              | 30         | 1          | CR              | -               | -               | -                  | -                  | -                  | -           | -           | -           | 30     | 1      |        |
| 2022-2023              | Athletic Bilbao        | PD              | 31         | 1          | CR              | 2               | 0               | -                  | -                  | -                  | -           | -           | -           | 33     | 1      |        |
| Totale Athletic Bilbao | Totale Athletic Bilbao |                 | 115        | 5          |                 | 2               | 0               |                    | -                  | -                  |             | -           | -           | 117    | 5      |        |
| 2023-2024              | Roma                   | A               | 11         | 1          | CI              | 4               | 0               | UWCL               | 1                  | 0                  | SI          | 1           | 0           | 17     | 1      |        |
| 2024-2025              | Roma                   | A               | -          | -          | CI              | -               | -               | UWCL               | -                  | -                  | SI          | -           | -           | -      | -      |        |
| Totale Roma            | Totale Roma            |                 | 115        | 5          |                 | 2               | 0               |                    | -                  | -                  |             | -           | -           | 117    | 5      |        |
| Totale carriera        | Totale carriera        | Totale carriera | 199        | 19         |                 | 6               | 0               |                    | 1                  | 0                  |             | 1           | 0           | 207    | 19     |        |

## Palmarès

### Club
- Campionato italiano: 1

Roma: 2023-2024
- Coppa Italia: 1

Roma: 2023-2024